# Epifita kaktusz
Az epifita kaktuszok fán lakó – epifiton – életmódra áttért kaktuszok, melyek nem alkotnak egységes leszármazási sort, egymástól függetlenül jöttek létre élőhelyi adottságok miatt.

## Elterjedés
Elterjedési területük Amerika trópusi esőerdei, szezonális esőerdei, tengerparti erdei és nedves mérsékelt égövi területei – azaz a Mexikói-fennsík déli peremétől kiinduló, és az Andok lábaitól nyugatra eső, a Paraná folyó völgyével bezáruló, a Karibi-szigetvilágot is magában foglaló hatalmas terület. 

## Rokonsági viszonyaik
A kaktuszok négy fejlődési vonala is alkalmazkodott az epifiton életformához – időben és térben egymástól függetlenül, mely még ma is felismerhető géncentrumaik, legnagyobb diverzitású elterjedési területeik vizsgálatával. E négy fejlődési vonal a vesszőkaktuszok rokonsági köre (Rhipsalideae tribus), a pitaya- és levélkaktuszok és rokonságuk (Hylocereeae tribus), valamint a Pfeiffera és végül a Strophocactus nemzetségbeli fajok. A vesszőkaktuszok elterjedésének centruma Brazília nyugati partvidékén, Rio de Janeiro magasságában található, a pitayakaktuszoké a mexikói-guatemalai határvidék erdőségeiben, a Pfeiffera-fajoké az Andok nyugati peremvidékén Bolívia területén, végül a Strophocactusoké a Mexikói-fennsík déli peremén figyelhető meg. Közös azonban minden epifita kaktuszban, hogy képesek léggyökerek képzésére, hajtásai többé-kevésbé gazdagon elágaznak, vagy szegmentáltak. Emellett víztartó alapszöveteik mennyisége nem epifiton rokonaikhoz képest jelentősen kevesebb, azonban sok esetben ellaposodott vagy kevés vékony bordájú, néha majdnem levél kinézetű szármorfológiával rendelkeznek („levélkaktuszok”). Valódi leveleik azonban, hasonlóképp minden más kaktuszhoz, csupán apró hajtásvégi pikkelyekre, tövisekké módosult oldalhajtás-levelekre, és a virágot hordozó szárszegmens (pericarpium) pikkelyleveleire korlátozódnak. Általános tendencia továbbá, hogy areoláikon a tövisek száma, hossza, fejlettsége elmarad a nem epifita fajokéhoz képest, sokszor makroszkópos tövisnélküliséghez vezetve.